# Timesio
Timesio o Timesyo (Clazómenas, siglo VII a. C.), según Heródoto, navegante clazomenio, fundador de la colonia de Abdera, en Tracia (actual zona autónoma de Monte Athos, Grecia), entre los años 656 a 650 a. C.
Tras establecer esa aldea no habría logrado permanecer en ella, porque los nativos tracios lo expulsaron. 
Siguiendo los datos proporcionados por Heródoto, los teianos (segundos colonizadores de Abdera provenientes de Teos, vecina a la patria natal de Timesio) lo honraban como héroe.
No existen más datos sobre su vida.